# Hadena morosa
Hadena morosa är en fjärilsart som beskrevs av Karl Schawerda 1919. Hadena morosa ingår i släktet Hadena och familjen nattflyn. Inga underarter finns listade i Catalogue of Life.